# Theodor Ilgen
Heinrich Theodor Ilgen (* 29. Oktober 1854 in Brotterode; † 19. September 1924 in Miltenberg) war ein deutscher Historiker und Archivar. Von 1900 bis 1921 leitete er das Staatsarchiv Düsseldorf.

## Leben
Ilgen studierte Geschichte in Leipzig, Berlin und Marburg. 1879 wurde er an der Universität Marburg promoviert. Ab 1880 war er zunächst am Staatsarchiv Marburg beschäftigt, bevor er 1882 zum Staatsarchiv Düsseldorf wechselte. Von 1885 bis 1900 war er am Staatsarchiv Münster tätig. Im März 1896 gehörte Ilgen zu den Gründungsmitgliedern der Historischen Kommission für Westfalen, von 1897 bis 1898 war er zudem Ausschussmitglied der Kommission. Im Oktober 1900 ging er zurück nach Düsseldorf, um dort die Leitung des Staatsarchivs zu übernehmen. 1921 wurde er in den Ruhestand verabschiedet.

## Veröffentlichungen (Auswahl)
- Corrado marchese di Monferrato, Casale: Cassone 1890 (Teilw. zugl.: Marburg, Phil. Diss., 1880).
- Zur Herforder Stadt- und Gerichtsverfassung, Münster: Regensberg 1891.
- Zum Buchhandel im Mittelalter. In: Zentralblatt für Bibliothekswesen, Bd. 9 (1892), S. 262–264 (online).
- Die Westfälischen Siegel des Mittelalters, Verein für Geschichte und Altertumskunde Westfalens, Münster 1894–1900, Digitalisat
- zusammen mit Richard Knipping: Die neuen Dienstgebäude der Staatsarchive zu Coblenz und Düsseldorf, Leipzig: Hirzel 1907 (= Mitteilungen der Preußischen Archivverwaltung, 9).
- Die wiederaufgefundenen Registerbücher der Grafen und Herzöge von Cleve-Mark, Leipzig: Hirzel 1909 (= Mitteilungen der Preußischen Archivverwaltung, 14).
- zusammen mit Erich Gritzner und Rudolf Kötzschke: Sphragistik, Leipzig [u. a.]: Teubner, 1913 (= Grundriss der Geschichtswissenschaft. Band 1, Historische Hilfswissenschaften und Propädeutik, 2).
- Zur Entstehungs- und Entwickelungsgeschichte der Wappen. In: Korrespondenzblatt des Gesamtvereins der Deutschen Geschichts- und Alterthumsvereine, Bd. 69 (1921), 9/10, S. 185–207, 227–248